# Szałakusza
Szałakusza (ros. Шалакуша) – osiedle w Rosji, w obwodzie archangielskim, w rejonie niandomskim. W 2010 liczyło 2236 mieszkańców.